# Airport Tycoon 2
Airport Tycoon 2 is een bedrijfssimulatie-computerspel dat uitkwam op 26 februari 2003. Het spel is enkel beschikbaar voor pc en werd opgevolgd door Airport Tycoon 3.

## Gameplay
In het spel is de speler eigenaar van een luchthaven. De luchthavens kunnen in verschillende grote steden gebouwd worden, waaronder: Londen, Tokio en Chicago. Spelers hebben de mogelijkheid om onder andere hangars, terminals, verkeerstorens en brandweerkazernes op het vliegveld te plaatsen. De terminals moeten volledig ingericht worden met zitplaatsen, metaaldetectors, en dergelijke. Tot slot bestaat de kans dat de luchthaven bedreigd wordt door tornado's of een aardbeving.